# Deedes
Deedes je priimek več oseb:
- John Gordon Deedes, britanski general
- Ralph Bouverie Deedes, britanski general